# أكيم سكوت
أكيم واين بايرون سكوت(انجليزية; Akeem Scott) (نيويورك، 2 سبتمبر 1983) هي لاعب كرة سلة أمريكيون - جامايكي.

## روابط خارجية
- أكيم سكوت على موقع الاتحاد الدولي لكرة السلة (الإنجليزية)
- أكيم سكوت على موقع الدوري الأوروبي لكرة السلة (الإنجليزية)
- أكيم سكوت على موقع كرة السلة الأوروبية.كوم (الإنجليزية)
- أكيم سكوت على موقع كلية كرة السلة في سبورتس رفرنس.كوم (الإنجليزية)
- أكيم سكوت على موقع ريلجم (الإنجليزية)
- أكيم سكوت على موقع بروبوليرز (الإنجليزية)
- أكيم سكوت على موقع سبورتس رفرنس (الإنجليزية)
- أكيم سكوت على موقع سبورتس رفرنس (الإنجليزية)